# Soesilarishius bicrescens
Soesilarishius bicrescens – gatunek pająka z rodziny skakunowatych.
Gatunek ten opisany został w 2013 roku przez Gustavo Ruiza na podstawie pojedynczego okazu samca.
Skakun o ciele długości 2,7 mm. Karapaks, szczękoczułki, warga dolna, sternum, endyty i kądziołki przędne ma ciemnobrązowe, a odnóża ciemnobrązowe z żółtymi nadstopiami i stopami. Opistosoma ma dwie pary jasnych znaków z wierzchu (tylna para półksiężycowata) i jasną plamę nad guzkiem analnym. Samcze nogogłaszczki charakteryzują się wydłużonym, szerszym niż u S. cearensis embolusem, kulistawym i silnie zakrzywionym tegulum oraz zakrzywioną brzusznie apofizę retrolateralną.
Pająk neotropikalny, znany tylko z Parku Narodowego Serra das Confusões w brazylijskim stanie Piauí.